# Concours Internationale du Meilleur Enregistrement Sonore
Het Concours Internationale du Meilleur Enregistrement Sonore (CIMES) is een jaarlijkse internationale wedstrijd voor amateurproducties op het gebied van geluidsopnamen, video en multimedia.

## Historie
In 1950 was de bandrecorder in opkomst. Dit was voor Radio France reden om een wedstrijd uit te schrijven, waarin amateurs hun zelf gemaakte geluidsopnamen ten gehore konden brengen. In 1951 werd dit initiatief overgenomen door de Zwitserse regionale omroep Radio Suisse Romande. 
In 1952 werd in Lausanne de eerste internationale wedstrijd voor de beste geluidsopname ofwel “Concours Internationale du Meilleur Enregistremant Sonore” (CIMES) gehouden, dat toegankelijk was voor deelnemers uit alle landen. De eerste winnaar was een student,  Stefan Kudelski, die deelnam met een zelfgebouwde met veermotor aangedreven bandrecorder. Hij noemde het apparaat   NAGRA, wat in het pools “opnemen” betekent . Zijn hobby legde de basis voor een industrie van  hoogwaardige opnameapparatuur.
In 1956 verenigden de inmiddels in een aantal landen opgerichte verenigingen, waaronder voor Nederland de Nederlandse Vereniging van Geluidsjagers zich in de Fédération Internationale des Chasseurs de Sons (FICS). Deze federatie nam vanaf dat moment de organisatie van CIMES over van de radio omroepen. 

## Ontwikkeling
Vanaf 1956 organiseren de bij de FICS aangesloten landelijke verenigingen bij toerbeurt de CIMES. Een overzicht is te vinden op de hieronder vermelde website.
De geluidsopname-hobby werd in de loop der jaren uitgebreid met beeld en zo deden diaporama, video en –sedert 2005- ook multimedia hun intrede in de wedstrijd. De naam van de CIMES is echter ongewijzigd gebleven.
Omdat de FICS drie officiële talen kent wordt de CIMES ook aangeduid als
- IARC – International Amateur Recording Contest
- IWT   -  Internationaler Wettbewerb für Tonaufnahmen